# Когда пируют львы
«Когда пируют львы» (англ. When the Lion Feeds) — дебютный роман южноафриканского писателя Уилбура Смита и первый о семье Кортни — братьях Шоне и Гаррике и их потомках, чьи приключения раскрываются на протяжении 8 книг.
Позднее У. Смит написал ещё 5 книг, в которых рассказывается о предках и боковых родственниках главных героев, доведя таким образом серию про семью Кортни до 13 романов.

## Содержание
Южная Африка, 1876-1896 гг. Шон и Гаррик Кортни братья-близнецы, но являются полными противоположностями внешне и по характеру. В детстве Гаррик лишился ноги из-за Шона, а в юности оба полюбили девушку Энн. Но началась война с зулусами, в ходе которой погибают отец братьев и Шон. Гаррик женится на Энн, зная что она беременна от Шона, но Шон с помощью верного зулуса Мбежане выживает и благополучно возвращается домой. Из-за интриги Энн братья становятся врагами и Шон уходит из семьи в добровольное изгнание вместе с Мбежане.
Шон знакомится с Даффом, вместе они начинают золотодобывающий бизнес в Йоханнесбурге и становятся богачами, но в результате аферы теряют всё своё состояние. Путешествуя по пустыне в поисках слоновой кости Дафф погибает от укуса бешеного шакала, но в конце концов Шон встречает семью буров и женится на Катрине Леруа. У них рождается сын Дирк, но счастье снова покидает Шона. Черная лихорадка и выкидыш отразились на здоровье Катрины и, ошибочно полагая, что Шон ей изменил, она совершает самоубийство.